# Холанђани
Холанђани је назив за германску етничку групу која потиче из области западне Европе.
Већина предака данашњих Холанђана били су Франци, који су се на подручје Низоземске населили око године 400. а касније представљали језгру Франачке државе. Њеном поделом је подручје Низоземске припало Светом римском царству, али су локални племићи релативно брзо остварили де факто независност. 
Кључни догађај за стварање модерне холандске нације била је реформација, која је, поготово у својој калвинистичкој верзији, међу становницима Низоземске нашла плодно тло. То се догодило када је тим областима владала Шпанија, чији је двор био под снажним утицајем Католичке цркве, па је због јереси практично све Холанђане осудио на смрт. Уследио је дуг и крвави Осамдесетогодишњи рат у коме је северни део Низоземске остварио независност и профилирао се у једну од економских најмоћнијих те културно најнапреднијих држава на свету. Јужни део Низоземске је остао под католичком влашћу, те се тамо развио посебан етнички идентитет Фламанаца.
Као поморски народ, Низоземци су у 17. веку почели колонизирати прекоморске земље, те су тако у Северној Америци основали данашњи Њујорк, а на југу Африке Кејптаун. У Северној Америци холанднске заједнице су у 18. и 19. веку асимилиране у нову америчку нацију, иако је део њих - од којих је најпознатија секта амиша - очувао свој посебни идентитет. На југу Африке се након пада колоније под британску власт низоземска заједница отпочела емиграцију у унутрашњост континента и до краја 19. века формирала посебни етнички идентитет зван Африканери.
Због чињенице да се велики део пољопривредног земљишта налази испод нивоа мора је Холанђане кроз векове натерала да радишност пригрле као своју највећу врлину, исто као што је просперитет стечен прекоморском трговином створио традицију толеранције по којој се Холандија данас истичу међу свим земљама Европе и света. Први који су уживали те плодове били су Јевреји, а касније и хугеноти протерани из католичке Француске. Касније се та традиција одразила и кроз прихватање либерализма у друштвеној сфери - а најпознатије манифестације тога јесу сексуална револуција, легализација проституције и истополних бракова, као и декриминализација марихуане и лаких дрога. Холандску традицију толеранције је, међутим, у последње време изазвао све већи број имиграната из муслиманских земаља који либерализам земље-домаћина сматрају неспојивим са својим веровањима.